# Sgavetta
La  sgavetta  est un cépage italien de raisins noirs.

## Origine et répartition géographique
Le cépage Sgavetta provient probablement de la région d'Émilie-Romagne. 
Il est classé cépage d'appoint en DOC Colli di Scandiano e di Canossa Malbo gentile, Colli di Scandiano e di Canossa Malbo gentile frizzante, Colli di Scandiano e di Canossa Malbo gentile novello, Colli di Scandiano e di Canossa Marzemino et Colli di Scandiano e di Canossa Marzemino frizzante. Il est classé recommandé ou autorisé dans les provinces Reggio d'Émilie (en Émilie-Romagne) et Rovigo (en Vénétie). Sa culture couvrait une superficie de 38 hectares en 1990.
Son vin est l'un de ceux qui sont utilisés pour la fabrication du vinaigre balsamique.

## Caractères ampélographiques
- Extrémité du jeune rameau cotonneux blanc à liseré rosé.
- Jeunes feuilles duveteuses, vert doré.
- Feuilles adultes, moyennes, à cinq lobes avec des sinus supérieurs moyennement profonds, un sinus pétiolaire en U ouvert, des dents anguleuses, moyennes et en deux séries

## Aptitudes culturales
La maturité est de troisième époque tardive : 35 jours après le chasselas.

## Potentiel technologique
Les grappes sont moyennes à grandes et les baies sont de taille moyenne. La grappe est pyramidale, rarement ailée et très lâche. Le cépage est d'une vigueur bonne et la production est régulière et satisfaisante. 
Le vin est d'une couleur rouge violacée très intense.

## Synonymes
Le sgavetta  est également connu sous les noms de « sganetta » et « sgnanetta. »